# دافيد خونكا
دافيد خونكا رينيي (بالإسبانية: David Juncà Reñé) (مواليد 16 نوفمبر 1993 - ريومورس ، إسبانيا) لاعب كرة قدم إسباني ، يلعب حاليًا لسيلتا فيغو الإسباني في مركز الظهير الأيسر.

## روابط خارجية
- دافيد خونكا على موقع قاعدة بيانات كرة القدم.إي يو (الإنجليزية)
- دافيد خونكا على موقع Soccerbase.com (لاعب) (الإنجليزية)
- دافيد خونكا على موقع Soccerway.com (الإنجليزية)
- دافيد خونكا على موقع عالم كرة القدم.نت (الإنجليزية)
- دافيد خونكا على موقع AS.com (الإسبانية)